# Lotte Olsen
Lotte Olsen (Nyborg, 23 de noviembre de 1966) es una deportista danesa que compitió en bádminton, en las modalidades de dobles y dobles mixto. Su hermana Rikke también compitió en bádminton.
Ganó una medalla de bronce en el Campeonato Mundial de Bádminton de 1993 y dos medallas de plata en el Campeonato Europeo de Bádminton de 1994. Participó en los Juegos Olímpicos de Atlanta 1996, ocupando el quinto lugar en la prueba de dobles.

## Palmarés internacional
| Campeonato Mundial | Campeonato Mundial       | Campeonato Mundial | Campeonato Mundial |
| Año                | Lugar                    | Medalla            | Prueba             |
| ------------------ | ------------------------ | ------------------ | ------------------ |
| 1993               | Birmingham (Reino Unido) | Medalla de bronce  | Dobles             |
| Campeonato Europeo |                          |                    |                    |
| Año                | Lugar                    | Medalla            | Prueba             |
| 1994               | Den Bosch (Países Bajos) | Medalla de plata   | Dobles             |
| 1994               | Den Bosch (Países Bajos) | Medalla de plata   | Dobles mixto       |